# Andwella
Andwella war eine britische Psychedelic-Rock-Band, die von 1968 bis 1972 bestand.
Die Gruppe wurde in Nordirland unter dem Namen The Method von Frontmann Dave Lewis gegründet, zusammen mit Nigel Smith und Gordon Barton. Nach der Umbenennung zu Andwella’s Dream wurde 1968 in London mit Bob Downes an Saxophon und Flöte das erste Album Love and Poetry aufgenommen. Das Album floppte und Lewis nahm 1970 ein Soloalbum, u. a. mit neuen Versionen einiger Andwella’s-Dream-Songs auf.
Nachdem Dave McDougall 1970 die Band ergänzte, wurde sie in Andwella umbenannt. Das zweite Album World’s End wurde eingespielt, danach verließ Nigel Smith die Band und wurde durch Dave Struthers ersetzt; zusätzlich kam Jack McCullock als Schlagzeuger hinzu. In dieser Besetzung nahmen sie 1971 ihr letztes Album People’s People auf.
1972 löste sich Andwella auf.

## Diskografie

### Studioalben
- 1969: Love and Poetry (CBS, als Andwella’s Dream)
- 1970: World’s End (Reflection Records)
- 1971: People’s People (Reflection Records)